# Zoe Hives
Zoe Hives (ur. 24 października 1996) – australijska tenisistka.

## Kariera tenisowa
W przeciągu swojej kariery zwyciężyła w czterech singlowych i dwóch deblowych turniejach rangi ITF. Najwyżej w rankingu WTA była sklasyfikowana na 140. miejscu w singlu (14 października 2019) oraz na 144. miejscu w deblu (6 maja 2019).

## Finały turniejów WTA
| Legenda                     | Legenda |
| --------------------------- | ------- |
| Wielki Szlem                |         |
| Igrzyska olimpijskie        |         |
| WTA Tour Championships      |         |
| 2009 – 2020                 |         |
| WTA Premier Mandatory       |         |
| WTA Premier 5               |         |
| WTA Premier                 |         |
| WTA International Series    |         |
| WTA 125K series (2012–2020) |         |

### Gra podwójna 1 (1-0)
| Końcowy wynik | Nr | Data             | Turniej | Nawierzchnia | Partnerka    | Przeciwniczki               | Wynik finału |
| ------------- | -- | ---------------- | ------- | ------------ | ------------ | --------------------------- | ------------ |
| Zwyciężczyni  | 1. | 13 kwietnia 2019 | Bogota  | Ceglana      | Astra Sharma | Hayley Carter Ena Shibahara | 6:1, 6:2     |

## Wygrane turnieje rangi ITF
| turnieje z pulą nagród 100 000 $ |
| turnieje z pulą nagród 80 000 $  |
| turnieje z pulą nagród 60 000 $  |
| turnieje z pulą nagród 25 000 $  |
| turnieje z pulą nagród 15 000 $  |
| turnieje z pulą nagród 10 000 $  |

### Gra pojedyncza
|    | Data       | Turniej   | ($)    | Naw.   | Finalistka        | Wynik            |
| 1. | 05/04/2015 | Melbourne | 15 000 | ziemna | Sally Peers       | 7:5, 6:2         |
| 2. | 07/01/2018 | Playford  | 25 000 | twarda | Alexandra Bozovic | 6:4, 5:7, 7:6(4) |
| 3. | 14/10/2018 | Toowoomba | 25 000 | twarda | Ellen Perez       | 6:0, 6:2         |
| 4. | 04/11/2018 | Canberra  | 60 000 | twarda | Olivia Rogowska   | 6:4, 6:2         |